# PFK Neftochimik Burgas
PFK Neftochimik Burgas (bulharsky: Професионален футболен клуб Нефтохимик Бургас) je bulharský fotbalový klub sídlící ve městě Burgas. Klub byl založen v roce 2009 jako nástupce slavného PFK Naftex Burgas. V roce 2014 klub postihly velké finanční potíže, které vyústily v zánik. Obnoven byl až v létě roku 2015 po sloučení s PFK Burgas.

## Umístění v jednotlivých sezonách
Legenda: Z - zápasy, V - výhry, R - remízy, P - porážky, VG - vstřelené góly, OG - obdržené góly, +/- - rozdíl skóre, B - body, červené podbarvení - sestup, zelené podbarvení - postup, světle fialové podbarvení - přesun do jiné soutěže
| Sezóny                               | Liga    | Úroveň | Z  | V  | R | P  | VG  | OG | B   | +/- | Pozice |
| ------------------------------------ | ------- | ------ | -- | -- | - | -- | --- | -- | --- | --- | ------ |
| 2009/10                              | V Grupa | 3      | 36 | 24 | 5 | 7  | 89  | 28 | +61 | 77  | 3.     |
| 2010/11                              | V Grupa | 3      | 38 | 25 | 6 | 7  | 100 | 31 | +69 | 81  | 2.     |
| 2011/12                              | B Grupa | 2      | 27 | 14 | 7 | 6  | 46  | 28 | +18 | 49  | 3.     |
| 2012/13                              | B Grupa | 2      | 26 | 16 | 6 | 4  | 49  | 22 | +27 | 54  | 1.     |
| 2013/14                              | A Grupa | 1      | 38 | 7  | 4 | 27 | 26  | 92 | -66 | 25  | 12.    |
| Klub byl v sezóně 2014/15 neaktivní. |         |        |    |    |   |    |     |    |     |     |        |
| 2015/16                              | B Grupa | 2      |    |    |   |    |     |    |     |     |        |